# 安朝标
安朝标（1833年—1886年），字碩卿，号企蘭，常州府金匮县（今江苏省无锡市）人，清朝官员、诗人、画家，擅长画兰花。

## 简介
安朝標生于道光十三年（1833年）十月十五日，卒于光緒十二年（1886年）年八月二十九日。为明末东林党领袖安希范后裔。咸丰十年（1860年），因剿粤匪有功，获六品衔。同治元年（1862年），随李鸿章克复苏州、常州有功，获五品衔、奉政大夫，世袭云骑尉。

## 诗作
- 《和东云三哥六十寿原韵》[4]

筹添海屋岂寻常，更赖绵绵祖德长。
鸠杖闲扶情自厚，兕觥欢酌气同芳。
兄尤诵咏丝纶美，弟却羞惭学业荒。
自寿佳章深致意，伫看兰桂得天章。
- 《梅花》[5]

东阁留吟兴，南枝早发花。
雪消香暗动，月落影横斜。
瘦入云林画，清宜处士家。
夕阳寒数点，淡意妙沾霞。